# هايبر كارد
هايبر كارد (بالإنجليزية: HyperCard)‏ هو تطبيق برمجي ومجموعة أدوات تطوير لأجهزة Apple ماكنتوش وآبل آي آي جي إس، ومن أولى أنظمة الوسائط التشعبية الناجحة التي سبقت شبكة الويب العالمية.
يجمع HyperCard بين قاعدة بيانات ذات ملفات ثابتة وواجهة رسومية ومرنة وقابلة للتعديل من قبل المستخدم، وتتضمن HyperCard لغة برمجة مدمجة تسمى هيبر توك "HyperTalk" لمعالجة البيانات وواجهة المستخدم.
هذه المجموعة من الميزات - قاعدة بيانات مع تخطيط نموذج بسيط، ودعم مرن للرسومات، وسهولة البرمجة - يناسب HyperCard للعديد من المشاريع المختلفة مثل التطوير السريع للتطبيقات وقواعد البيانات، والتطبيقات التفاعلية التي لا تتطلب قواعد بيانات، وأنظمة القيادة والتحكم، والعديد من الأمثلة في الديموسين.
تم إصدار HyperCard بداية في عام 1987 مقابل 49.95 دولارًا وتم توفيره مجانًا مع جميع أجهزة Mac الجديدة التي تم بيعها في ذلك الوقت، وتم سحبه من السوق في مارس 2004، بعد أن تلقى التحديث النهائي عام 1998 عند عودة ستيف جوبز إلى شركة آبل، بينما تعمل HyperCard في البيئة الكلاسيكية، لم يتم نقلها إلى نظام التشغيل Mac OS X.

## ملخص

### تصميم
تعتمد HyperCard على مفهوم «الحزم» للبطاقات الافتراضية،  تحتوي البطاقات على بيانات، تمامًا كما هو الحال في جهاز حامل بطاقات Rolodex، تحتوي كل بطاقة على مجموعة من الأجزاء التفاعلية، ومنها حقول النص وخانات الاختيار والأزرار وعناصر واجهة المستخدم الرسومية الشائعة (GUI)، يتصفح المستخدمون المكدس من خلال التنقل من بطاقة إلى بطاقة، أو باستخدام ميزات التنقل المتضمنة، أو آلية بحث قوية، أو من خلال البرامج النصية التي أنشأها المستخدم.

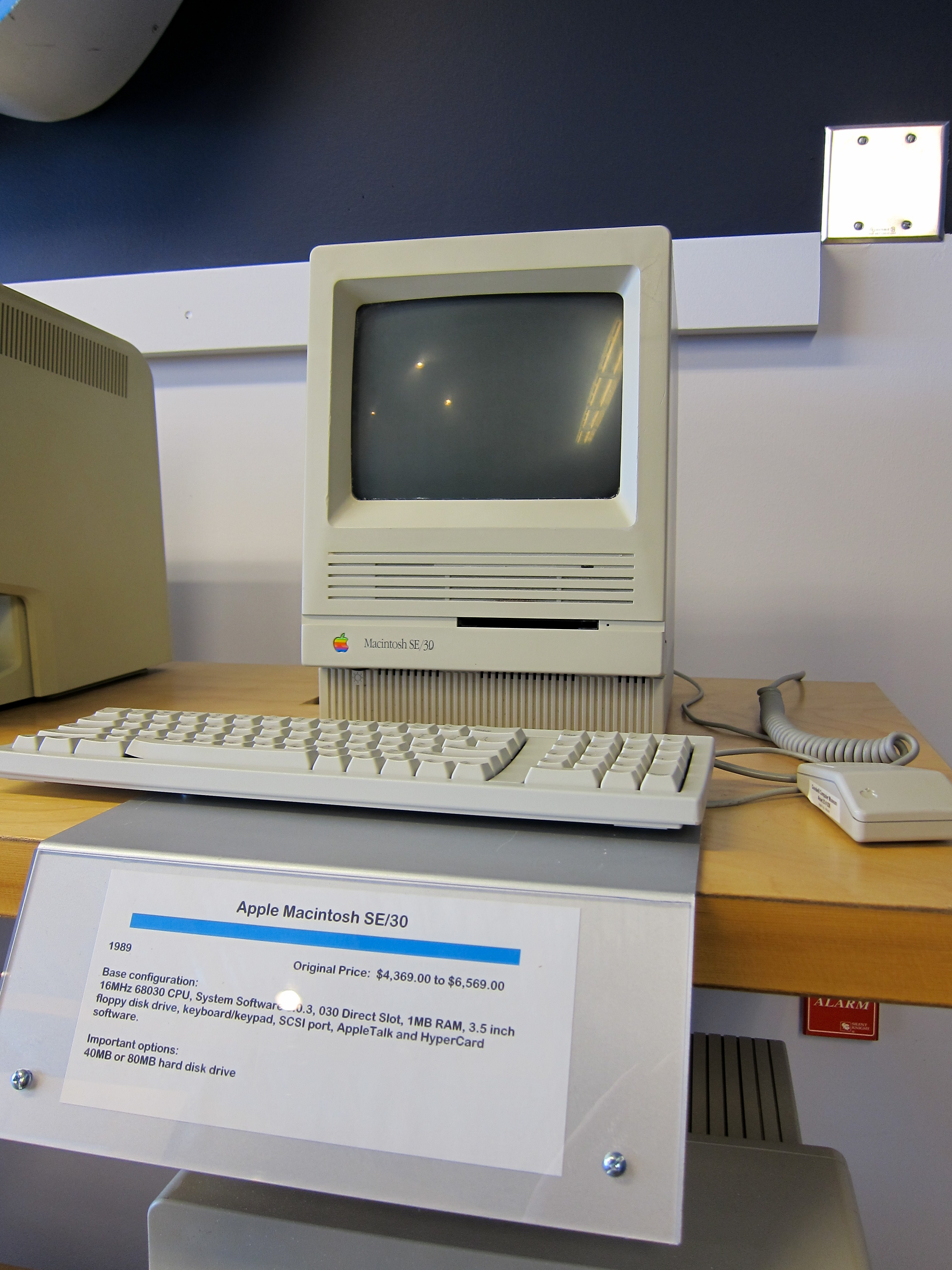
يقوم Apple Macintosh SE / 30 بتشغيل برنامج HyperCard.

يقوم المستخدمون ببناء أو تعديل الحزم عن طريق إضافة بطاقات جديدة، يضعون أدوات واجهة المستخدم الرسومية على البطاقات باستخدام محرك تخطيط تفاعلي يعتمد على واجهة سحب وإفلات بسيطة،  وكما يتضمن HyperCard نماذج أولية أو بطاقات قالب تسمى الخلفيات؛ عند إنشاء بطاقات جديدة، يمكنهم الرجوع إلى إحدى بطاقات الخلفية هذه، مما يؤدي إلى نسخ جميع الأدوات الموجودة في الخلفية على البطاقة الجديدة، بهذه الطريقة، يمكن إنشاء حزمة من البطاقات ذات التخطيط والوظائف المشتركة، يتشابه محرك التخطيط من حيث المفهوم مع النموذج المستخدم في معظم بيئات تطوير التطبيقات السريعة (RAD) مثل Borland Delphi و Microsoft Visual Basic وVisual Studio.
تعتمد ميزات قاعدة البيانات لنظام HyperCard على تخزين حالة جميع الأدوات الموجودة على البطاقات في الملف الفعلي الذي يمثل المجموعة، فقاعدة البيانات غير موجودة كنظام منفصل داخل حزمة HyperCard؛ لا يوجد محرك قاعدة بيانات أو برمجية مشابه، بدلاً من ذلك، تعتبر حالة أي أداة في النظام مباشرة وقابلة للتحرير في أي وقت، من منظور وقت تشغيل HyperCard، لا يوجد فرق بين تحريك حقل نصي على البطاقة والكتابة فيه، فكلتا العمليتين تغير ببساطة حالة الأداة الهدف داخل المجموعة، فيتم حفظ هذه التغييرات فورًا عند اكتمالها، لذا فإن الكتابة في أحد الحقول تؤدي إلى تخزين هذا النص في الملف الفعلي للحزمة، يعمل النظام بطريقة عديمة الحالة إلى حد كبير، دون الحاجة إلى الحفظ أثناء التشغيل، هذا أمر مشترك مع العديد من الأنظمة الموجهة لقواعد البيانات، على الرغم من اختلافها إلى حد ما عن التطبيقات المستندة إلى المستندات.

اخر العناصر الأساسية في HyperCard هو البرنامج النصي، وهو عنصر يحمل رمزًا واحدًا لكل كائن داخل الحزمة، البرنامج النصي هو حقل نص يتم تفسير محتوياته بلغة HyperTalk،  مثل أي خاصية أخرى، يمكن تحرير نص أي أداة في أي وقت ويتم حفظ التغييرات بمجرد اكتمالها، عندما يستدعي المستخدم إجراءات في واجهة المستخدم الرسومية، مثل النقر على زر أو الكتابة في حقل، تتم ترجمة هذه الإجراءات إلى أحداث من خلال زمن تشغيل HyperCard، فيقوم زمن التشغيل بعد ذلك بفحص البرنامج النصي للأداة التي تكون هدف الحدث، مثل زر، لمعرفة ما إذا كانت أداة البرنامج النصي الخاص بها تحتوي على رمز الحدث؛ والذي يسمى المعالج، فإذا كان الأمر كذلك، فإن مشغل HyperTalk يقوم بتشغيل المعالج؛ فإن لم يحدث ذلك، يفحص فحص زمن تشغيل الأدوات الأخرى في تسلسل هرمي مرئي.
تشكل هذه المفاهيم غالبية نظام HyperCard؛ فتوفر الحزم والخلفيات وبطاقات نظام شبيهة بواجهة المستخدم الرسومية، ويوفر ملف الحزمة استمرارية الأداة ووظائف تشبه قاعدة البيانات، ويسمح HyperTalk بكتابة المعالجات لأحداث واجهة المستخدم الرسومية، على عكس غالبية أنظمة RAD أو قواعد البيانات في ذلك الوقت، تجمع HyperCard كل هذه الميزات، سواء التي تواجه المستخدم أو التي تواجه المطور، في تطبيق واحد. يسمح ذلك بالتحول السريع والنماذج الأولية الفورية، ربما بدون أي ترميز، مما يسمح للمستخدمين بتأليف حلول مخصصة للمشاكل المتعلقة بواجهاتهم المخصصة. أصبح «التمكين» كلمة رئيسية حيث تبنى مجتمع Macintosh هذه الإمكانية، كما كانت عبارة «البرمجة لبقيتنا»،  أي أي شخص، وليس مجرد مبرمجين محترفين.
هذا المزيج من الميزات هو الذي يجعل أيضًا HyperCard نظامًا قويًا للوسائط الشاملة، حيث يمكن للمستخدمين إنشاء خلفيات تناسب احتياجات بعض الأنظمة، مثل rolodex، واستخدام أوامر HyperTalk البسيطة لتوفير أزرار للتنقل من مكان إلى آخر داخل الحزمة، أو توفير نفس نظام التنقل داخل عناصر البيانات في واجهة المستخدم، مثل خانات النصوص، باستخدام هذه الميزات، من السهل إنشاء أنظمة مرتبطة تشبه روابط النص الشامل على الويب،  وعلى عكس الويب، فإن البرمجة والتنسيق والتصفح كلها نفس الأداة، تم إنشاء أنظمة مماثلة لـ HTML، لكن خدمات الويب التقليدية ثقيلة الوزن بشكل ملحوظ.

### هايبر توك "HyperTalk"
تحتوي HyperCard على لغة برمجة نصية موجهة للأدوات تسمى HyperTalk، والتي تمت ملاحظتها لوجود بناء جملة يشبه اللغة الإنجليزية غير الرسمية، يتم تحديد فئات الأدوات HyperTalk مسبقًا بواسطة بيئة HyperCard، على الرغم من أنه يمكن إضافة فئات أخرى عن طريق استخدام العناصر الخارجية، يدعم HyperTalk المكتوب بشكل ضعيف معظم الهياكل البرمجية القياسية مثل "if-then" و "repeat"، HyperTalk مطول، ومن ثم فهو سهل الاستخدام وقابلية قراءته أسهل،  يشار إلى مقاطع التعليمات البرمجية HyperTalk باسم «البرامج النصية»، وهو مصطلح يتم اعتباره  أقل صعوبة للمبرمجين المبتدئين.

### الخارجيات
يمكن تمديد HyperCard بشكل كبير من خلال استخدام وحدات الأوامر الخارجية (XCMD) والوظائف الخارجية (XFCN)، هذه هي مكتبات التعليمات البرمجية التي تم تجميعها في شوكة الموارد تتكامل إما مع النظام بشكل عام أو لغة HyperTalk على وجه الخصوص؛ فهذا مثال مبكر على مفهوم المكون الإضافي، على عكس المكونات الإضافية التقليدية، لا تتطلب هذه المكونات الإضافية تثبيتًا منفصلاً قبل أن تكون متاحة للاستخدام؛ يمكن تضمينها في الحزمة، حيث تكون متاحة مباشرة للنصوص الموجودة في تلك المجموعة.
خلال ذروة شعبية HyperCard في أواخر الثمانينيات، قام نظام متكامل من الوردين بعرض الآلاف من هذه العناصر الخارجية مثل ترجمات HyperTalk، وأنظمة الرسوم البيانية، والوصول إلى قاعدة البيانات، والاتصال بالإنترنت، والرسوم المتحركة، عرضت أوراكل وحدات أوامر خارجية XCMD والتي تسمح لـ HyperCard بالاستعلام مباشرة عن قواعد بيانات Oracle على أي منصة، حلت محلها Oracle Card. قدمت BeeHive Technologies واجهة جهاز تسمح للكمبيوتر بالتحكم في الأجهزة الخارجية، يمكن لهذه الأداة، المتصلة عبر Apple Desktop Bus (ADB)، قراءة حالة المفاتيح الخارجية المتصلة أو كتابة مخرجات رقمية إلى العديد من الأجهزة.
تسمح العناصر الخارجية بالوصول إلى Macintosh Toolbox، والذي يحتوي على العديد من أوامر المستوى الأدنى والوظائف غير الأصلية في HyperTalk ، مثل التحكم في المنافذ التسلسلية ومنافذ ADB.

## تاريخ

### تطوير
تم إنشاء HyperCard بواسطة Bill Atkinson بعد رحلة LSD،  بدأ العمل عليه في مارس 1985 تحت اسم WildCard (ومن هنا جاء رمز منشئه WILD)، في عام 1986، بدأ دان وينكلر العمل على HyperTalk وتم تغيير الاسم إلى HyperCard لأسباب تتعلق بالعلامات التجارية، وتم إصداره في البداية في أغسطس 1987، على أساس أن Atkinson لن تمنح HyperCard لشركة Apple إلا إذا وعدت الشركة بإصدارها مجانًا على جميع أجهزة Mac، حددت Apple موعد إطلاقها ليتزامن مع مؤتمر ومعرض MacWorld في بوسطن، ماساتشوستس لضمان أقصى قدر من الدعاية.

### الإطلاق
كان HyperCard ناجحًا على الفور تقريبًا، قالت جمعية المبرمجين والمطورين من Apple (APDA): «لقد كانت HyperCard بمثابة جنون تغذية معلوماتية، فمن موعد الإعلان في أغسطس [198، إلى أكتوبر، لم تتوقف هواتفنا عن الرنين، لقد كان أمرا جنونيا»، ففي غضون بضعة أشهر من الإصدار، كان هناك العديد من كتب HyperCard ومجموعة 50 قرصًا عن حزم المجال العام، وجد مديرو المشاريع في Apple أن HyperCard يستخدم من قبل عدد كبير من الأشخاص، داخليًا وخارجيًا، استمرت تقارير الأخطاء واقتراحات الترقية في التدفق، مما يدل على التنوع الكبير في المستخدمين، نظرًا لأنه مجاني أيضًا، كان من الصعب تبرير تخصيص موارد هندسية لتحسين البرنامج، أدركت Apple ومطوروها الرئيسيون أن تمكين مستخدم HyperCard يمكن أن يقلل من مبيعات المنتجات العادية المغلفة،  ستيوارت ألسوب تكهن بأن HyperCard قد استبدل الباحث باسم غلاف من واجهة المستخدم الرسومية ماكنتوش.

### هايبر كارد 2.0
في أواخر عام 1989، قاد كيفن كالهون، مهندس HyperCard في شركة Apple، جهودًا لترقية البرنامج، نتج عن ذلك إصدار HyperCard 2.0، والذي تم إصداره في عام 1990، وتضمن الإصدار الجديد من على المترجم السريع والذي زاد زيادة كبيرة في الأداء من التعليمات البرمجية مكثفة حسابيا، جديد المصحح والعديد من التحسينات إلى اللغة HyperTalk الأساسية.
في نفس الوقت الذي كان يتم تطوير HyperCard 2.0، قامت مجموعة منفصلة داخل Apple بتطوير HyperCard IIGS في عام 1991، وهي نسخة من HyperCard لنظام Apple IIGS، وتهدف HyperCard IIGS بشكل أساسي إلى سوق التعليم، ولديها تقريبًا نفس الميزات التي تم تعيينها مثل إصدارات 1.x من Macintosh HyperCard، مع إضافة دعم لقدرات الرسومات الملونة لـ IIGS. على الرغم من أن الحزم (مستندات برنامج HyperCard) ليست متوافقة مع النظام الثنائي، إلا أن برنامج المترجم (حزمة أخرى من HyperCard) يسمح بنقلها من نظام أساسي إلى آخر.
بعد ذلك، قررت شركة Apple أن معظم حزم برامج التطبيقات الخاصة بها، بما في ذلك HyperCard، ستكون مملوكة لشركة فرعية مملوكة بالكامل تسمى كلارس Claris، اختار العديد من مطوري HyperCard البقاء في Apple بدلاً من الانتقال إلى Claris، وتسبب ذلك في انقسام فريق التطوير، حاولت شركة Claris إنشاء نموذج عمل حيث يمكن أن تحقق HyperCard أيضًا إيرادات، ففي البداية، تم شحن الإصدارات الموزعة مجانًا من HyperCard مع تعطيل التأليف، تحتوي الإصدارات المبكرة من Claris HyperCard على سر: تؤدي كتابة "magic" في مربع الرسائل إلى تحويل اللاعب إلى بيئة تأليف HyperCard كاملة،  وعندما أصبحت هذه الحيلة عالمية تقريبًا، كتبوا إصدارًا جديدًا، HyperCard Player، والذي وزعته Apple مع نظام التشغيل Macintosh، بينما باعت Claris النسخة الكاملة تجاريًا، فشعر العديد من المستخدمين بالضيق لأنهم اضطروا إلى الدفع مقابل استخدام البرامج التي تم توفيرها تقليديًا مجانًا والتي اعتبرها الكثيرون جزءًا أساسيًا من جهاز Mac.
حتى بعد أن أصبح HyperCard يحقق إيرادات ، لم تفعل Claris سوى القليل لتسويقها، استمر التطوير مع تطويرات طفيفة، والمحاولة الأولى الفاشلة لإنشاء جيل ثالث من HyperCard، خلال هذه الفترة ، بدأت HyperCard تفقد حصتها في السوق، بدون العديد من الميزات الأساسية المهمة، بدأ مؤلفو HyperCard في الانتقال إلى أنظمة مثل SuperCard و Macromedia Authorware . وبالرغم من ذلك، ظلت HyperCard تحظى بشعبية كبيرة وتستخدم لمجموعة واسعة من التطبيقات، من لعبة The Manhole، وهي محاولة سابقة قام بها مبتكرو Myst، إلى خدمات معلومات الشركة.
قامت شركة Apple في نهاية المطاف بإعادة شركة Claris إلى الشركة الأم ، وأعادت HyperCard إلى المجموعة الهندسية الأساسية لشركة Apple، وفي عام 1992، أصدرت شركة Apple التطويرة المتوقعة بشغف لـ HyperCard 2.2 وتضمنت إصدارات مرخصة من Color Tools و Addmotion II، مما أضاف دعمًا للصور الملونة والرسوم المتحركة، ومع ذلك، فإن هذه الأدوات محدودة وغالبًا ما يكون استخدامها مرهقًا لأن HyperCard 2.0 يفتقر إلى دعم حقيقي للألوان الداخلية.

### هايبر كارد 3.0
تم إجراء عدة محاولات لإعادة تطوير HyperCard بمجرد عودته إلى Apple. نظرًا لاستخدام المنتج على نطاق واسع كأداة تأليف وسائط متعددة، فقد تم إدخاله في مجموعة QuickTime، بدأ جهد جديد للسماح لـ HyperCard بإنشاء أفلام كوك تايم QuickTime التفاعلية (QTi)، مرة أخرى تحت إشراف Kevin Calhoun. وسعت QTi ميزات تشغيل الوسائط المتعددة الأساسية في QuickTime لتوفير تسهيلات تفاعلية حقيقية ولغة برمجة منخفضة المستوى تعتمد على 68000 لغة تجميع، اظهرت HyperCard 3.0 الناتج لأول مرة في عام 1996 عندما تم عرض إصدار النسخة ألفا للمطورين في مؤتمر Apple Worldwide Developers Conference (WWDC) السنوي لشركة Apple،  استمر التطوير تحت قيادة Dan Crow خلال أواخر التسعينيات، مع العروض التوضيحية العامة التي أظهرت العديد من الميزات الشائعة مثل دعم الألوان والاتصال بالإنترنت والقدرة على تشغيل حزم HyperCard (التي كانت الآن أفلام QuickTime خاصة) في متصفح الويب، توقف التطوير على HyperCard 3.0 عندما كان فريق QuickTime يركز بعيدًا عن تطوير QuickTime التفاعلي إلى ميزات البث في QuickTime 4.0، وفي عام 1998  ستيف جوبز انزعج من البرنامج بسبب أتكينسون وختياره البقاء في أبل للانتهاء من ذلك بدلا من الانضمام فرص العمل الحالية في نيكست، و (وفقا لأتكينسون) «كان نتن سكولي في كل ذلك»،  في عام 2000، تم إعادة تكليف فريق هندسة HyperCard بمهام أخرى بعد أن قرر Jobs التخلي عن المنتج، ترك كالهون وكرو شركة آبل بعد فترة وجيزة ، في عام 2001.
كان الإصدار الأخير في عام 1998، وتوقف تمامًا في مارس 2004.
تعمل HyperCard في الأصل فقط في نظام التشغيل Mac الكلاسيكي، ولكن لا يزال من الممكن استخدامها في الوضع الكلاسيكي لنظام التشغيل Mac OS X على الأجهزة القائمة على PowerPC (G5 والإصدارات الأقدم)، آخر بيئة تأليف وظيفية أصلية لـ HyperCard هي الوضع الكلاسيكي في نظام التشغيل Mac OS X 10.4 (Tiger) على الأجهزة القائمة على PowerPC.

## التطبيقات
تم استخدام HyperCard لمجموعة من النصوص التشعبية والأغراض الفنية، قبل ظهور PowerPoint، كان HyperCard يُستخدم غالبًا كبرنامج عرض تقديمي للأغراض العامة، تتضمن أمثلة تطبيقات HyperCard قواعد بيانات بسيطة، وألعاب من نوع «اختر مغامرتك»، ووسائل مساعدة تعليمية.
نظرًا لمرافق التصميم للتطبيق السريعة، تم استخدام HyperCard أيضًا في كثير من الأحيان لتطبيقات النماذج الأولية وأحيانًا حتى لتطبيقات الإصدار 1.0، داخل Apple، كان فريق QuickTime أحد أكبر عملاء HyperCard.
يحتوي HyperCard على متطلبات أجهزة أقل من Macromedia Director، تم إنشاء العديد من منتجات البرامج التجارية بـ HyperCard، وأبرزها الإصدار الأصلي من سرد اللعبة التفاعلية Myst ،  الكتب الموسعة لشركة Voyager ، والأقراص المدمجة للوسائط المتعددة لقرص Beethoven's Ninth Symphony المضغوط، A Hard Day's Night by the البيتلز، وفوييجر ماكبث . تم تنفيذ نسخة إلكترونية مبكرة من كتالوج الأرض الكاملة في HyperCard،  ومخزنة على قرص مضغوط.
تمت كتابة النموذج الأولي والعرض التوضيحي للعبة الشهيرة You Don't Know Jack في HyperCard،  استخدمتها شركة تصنيع السيارات الفرنسية رينو للتحكم في نظام المخزون الخاص بها.
في الكوبيك وكندا، تم استخدام HyperCard للتحكم في ذراع الروبوت المستخدم لإدخال واسترداد أقراص الفيديو في National Film Board CinéRobothèque.
تم استخدام HyperCard لنموذج أولي كامل الوظائف لـ SIDOCI (واحدة من التجارب الأولى في العالم لتطوير نظام إلكتروني متكامل لسجل المريض) واستخدمت بشكل كبير من قبل شركة مونتريال للاستشارات DMR لإثبات كيف «يوم نموذجي في حياة المريض على وشك الخضوع لعملية جراحية» سيبدو في عصر بلا أوراق.
Activision، والتي كانت حتى ذلك الحين شركة ألعاب بشكل رئيسي ، رأت HyperCard كنقطة دخول إلى سوق الأعمال، غيرت اسمها إلى Mediagenic ، ونشرت العديد من التطبيقات المستندة إلى HyperCard، وأبرزها Danny Goodman 's Focal Point ،  مدير المعلومات الشخصية، و Reports For HyperCard، وهو برنامج من Nine To Five Software يسمح للمستخدمين بمعالجة HyperCard كنظام قاعدة بيانات كامل مع ميزات عرض وطباعة قوية للمعلومات.
تضمنت SuperCard المستوحاة من HyperCard لفترة من الوقت المكون الإضافي Roadster الذي سمح بوضع الحزم داخل صفحات الويب وعرضها بواسطة متصفحات الويب باستخدام مكون إضافي مناسب للمتصفح، كان هناك إصدار Windows من هذا المكون الإضافي يسمح لأجهزة الكمبيوتر الأخرى بخلاف Macintoshes باستخدام المكون الإضافي.

### مآثر
تم اكتشاف أول فيروس HyperCard في بلجيكا وهولندا في أبريل 1991.
نظرًا لأن HyperCard نفذ البرامج النصية في مجموعات فورية الفتح، فقد كان أيضًا أحد التطبيقات الأولى المعرضة لفيروسات الماكرو، تم اكتشاف فيروس Merryxmas في أوائل عام 1993  بواسطة كين دونهام، قبل عامين من ظهور فيروس Concept،  استند عدد قليل جدًا من الفيروسات إلى HyperCard، وكان تأثيرها الإجمالي ضئيلًا.

## استقبال
ذكرت تطبيقات Apple's Compute! في عام 1987 أن HyperCard «قد تجعل جهاز Macintosh هو الكمبيوتر الشخصي المفضل»، مع ملاحظة أن متطلبات الذاكرة الكبيرة تجعلها أكثر ملاءمة لأجهزة الكمبيوتر ذات 2 ميغابايت من الذاكرة والأقراص الصلبة ، توقعت المجلة أن «أصغر متجر برمجة يجب أن يكون قادرًا على إخراج برامج التحزيم»، خاصة لاستخدام الأقراص المدمجة،  إحصاء - عد! تنبأ في عام 1988 أن معظم برامج Mac المستقبلية سيتم تطويرها باستخدام HyperCard، وذلك فقط لأن استخدامها كان يسبب الإدمان لدرجة أن المطورين «لن يكونوا قادرين على ابتعاد أنفسهم عنها لفترة كافية لإنشاء أي شيء آخر»،  صنفتها بايت في عام 1989 ضمن الفائزين بجوائز «الامتياز» في جوائز بايت، بينما ذكرت المجلة أن «مثل أي إدخال أول، به بعض العيوب»، كتبت المجلة أن «HyperCard فتحت فئة جديدة من البرامج»، وأشادت بأبل لتجميعها مع كل جهاز Mac،  في عام 2001، أطلق ستيف وزنياك على HyperCard لقب «أفضل برنامج تمت كتابته على الإطلاق».

## ميراث
HyperCard هي واحدة من المنتجات الأولى التي استخدمت مفهوم النص التشعبي ونشرته لقاعدة شعبية كبيرة من المستخدمين.
أشار جاكوب نيلسن إلى أن HyperCard كان في الحقيقة مجرد برنامج وسائط تشعبية منذ أن بدأت روابطه من مناطق على بطاقة، وليست أدوات نصية؛ كانت الارتباطات التشعبية الفعلية للنصوص بتنسيق HTML ممكنة في الإصدارات اللاحقة، ولكنها كانت صعبة التنفيذ ونادرًا ما يتم استخدامها،  قامت Deena Larsen ببرمجة روابط في HyperCard لـ Marble Springs، أعرب بيل أتكينسون في وقت لاحق عن أسفه لأنه إذا كان قد أدرك قوة المداخن الموجهة نحو الشبكة فقط، فبدلاً من التركيز على الحزم المحلية على جهاز واحد، كان من الممكن أن يصبح HyperCard أول متصفح ويب.
شهدت HyperCard خسارة في شعبيتها مع نمو شبكة الويب العالمية، حيث يمكن للويب التعامل مع البيانات وتسليمها بنفس طريقة HyperCard دون التقيد بالملفات الموجودة على قرص ثابت محلي، كان لـ HyperCard تأثير كبير على الويب حيث ألهمت إنشاء كل من HTTP (من خلال تأثيرها على زميل Tim Berners-Lee Robert Cailliau)،  وجافا سكريبت (الذي استوحى منشئه Brendan Eich من HyperTalk )، كان أيضًا مصدر إلهام رئيسي لـ ViolaWWW، متصفح ويب مبكر.
تم استخدام مؤشر إصبع التأشير المستخدم للتنقل في الكدسات لاحقًا في متصفحات الويب الأولى، كمؤشر الارتباط التشعبي.
امتياز لعبة الكمبيوتر Myst ، التي تم إصدارها في البداية كحزمة HyperCard وتم تضمينه مع بعض أجهزة Mac (على سبيل المثال Performa 5300)، لا يزال قائماً ، مما يجعل HyperCard تقنية تسهل لبدء إحدى ألعاب الكمبيوتر الأكثر مبيعًا على الإطلاق.
وفقًا لـ Ward Cunningham ، مخترع Wiki ، يمكن إرجاع مفهوم wiki إلى مكدس HyperCard الذي كتبه في أواخر الثمانينيات.
في عام 2017، أنشأ Internet Archive مشروعًا للحفاظ على حزم HyperCard ومحاكاتها ، مما يسمح للمستخدمين بتحميل ملفاتهم الخاصة.
استندت واجهة المستخدم الرسومية للنموذج الأولي لهاتف Apple Wizzy Active Lifestyle Phone إلى HyperCard.

### شبكة الإنترنت
أثرت HyperCard في تطوير الويب في أواخر عام 1990 من خلال تأثيرها على Robert Cailliau ، الذي ساعد في تطوير أول متصفح ويب لـ Tim Berners-Lee.  Javascript مستوحاة من HyperTalk.
على الرغم من أن مكدسات HyperCard لا تعمل عبر الإنترنت، بحلول عام 1988، كان ما لا يقل عن 300 حزمة متاحة للتنزيل من شبكة CompuServe التجارية (التي لم تكن متصلة بالإنترنت الرسمي بعد)، يمكن للنظام ربط أرقام الهواتف الموجودة على كمبيوتر المستخدم معًا وتمكينهم من طلب الأرقام بدون مودم، باستخدام جهاز أقل تكلفة، وهو Hyperdialer.
بهذا المعنى، مثل الويب، فإنها تشكل تجربة قائمة على الارتباط للمعلومات التي تتصفحها عبر الروابط، على الرغم من عدم تشغيلها عن بُعد عبر بروتوكول TCP / IP في ذلك الوقت، كما هو الحال مع الويب، فإنه يسمح أيضًا باتصالات العديد من أنواع الوسائط المختلفة.

### أنظمة مماثلة
عرضت شركات أخرى إصداراتها الخاصة، اعتبارًا من 2010 ، تتوفر أربعة منتجات توفر قدرات تشبه HyperCard:
- HyperNext هو نظام تطوير البرمجيات التي استخدامات أفكار العديد من هيبيركارد ويمكن أن تخلق كل من التطبيقات مستقل والمداخن التي تعمل على مجانية Hypernext لاعب. يتوفر HyperNext لنظام التشغيل Mac OS 9 & X و Windows XP و Vista.
- HyperStudio ، أحد أول نسخ HyperCard ، اعتبارًا من 2009 ، تم تطويره ونشره بواسطة Software MacKiev.[43]
- تتوسع LiveCode ، التي نشرتها LiveCode، Ltd. بشكل كبير في مجموعة ميزات HyperCard [44] وتوفر مجموعة أدوات ملونة وواجهة المستخدم الرسومية التي يمكن نشرها على العديد من الأنظمة الأساسية الشائعة (Android و iOS و Classic Macintosh system و Mac OS X و Windows 98 من خلال 10 و Linux / Unix). يقوم LiveCode باستيراد حزم HyperCard الموجودة مباشرةً ويوفر مسار ترحيل للحزم التي لا تزال قيد الاستخدام.
- SuperCard ، أول نسخة من HyperCard ، تشبه HyperCard ، ولكن مع العديد من الميزات المضافة مثل: دعم الألوان الكاملة ، ورسومات البكسل والمتجهات ، ومجموعة أدوات واجهة المستخدم الرسومية الكاملة ، ودعم العديد من ميزات Mac OS X الحديثة. يمكنه إنشاء تطبيقات ومشاريع قائمة بذاتها تعمل على برنامج SuperCard Player المجاني. يمكن لـ SuperCard أيضًا تحويل مجموعات HyperCard الموجودة إلى مشاريع SuperCard. يعمل فقط على أجهزة Mac.

تشمل المنتجات السابقة:
- كان SK8 بمثابة "HyperCard killer" تم تطويره داخل Apple ولكن لم يتم إصداره مطلقًا. يقوم بتوسيع HyperTalk للسماح بالكائنات العشوائية التي سمحت له بإنشاء تطبيقات كاملة تشبه Mac (بدلاً من التكديس). لم يتم إطلاق المشروع مطلقًا ، على الرغم من وضع شفرة المصدر في المجال العام.
- كان Hyper DA by Symmetry عبارة عن ملحق مكتبي لنظام التشغيل Mac OS الكلاسيكي ذي المهمة الواحدة والذي يسمح بعرض مكدسات HyperCard 1.x كنوافذ مضافة في أي تطبيق موجود ، كما تم تضمينه أيضًا في العديد من منتجات Claris (مثل MacDraw II) لعرض وثائق المستخدم الخاصة بهم.
- HyperPad من Brightbill-Roberts هو نسخة من HyperCard ، مكتوبة لـ DOS . يستخدم الرسم الخطي ASCII لإنشاء رسومات البطاقات والأزرار.
- بالإضافة إلى ذلك ، تمت إعادة تسميته لاحقًا باسم WinPlus ، وهو مشابه لـ HyperCard ، لنظامي التشغيل Windows و Macintosh.
- اشترت Oracle Plus وأنشأت إصدارًا عبر الأنظمة الأساسية باسم Oracle Card ، أعيدت تسميته لاحقًا باسم Oracle Media Objects ، يُستخدم باعتباره 4GL للوصول إلى قاعدة البيانات.
- يشبه تطبيق ToolBook الخاص بنظام Windows من Asymetrix HyperCard ، وقد تضمن لاحقًا محولًا خارجيًا لقراءة مكدسات HyperCard (كان الأول منتجًا تابعًا لجهة خارجية من برنامج Heizer).
- TileStack هي محاولة لإنشاء إصدار مستند إلى الويب من HyperCard متوافق مع ملفات HyperCard الأصلية.[45] تم إغلاق الموقع في 24 يناير 2011.[46][47]

بالإضافة إلى ذلك، أعيد استخدام العديد من المفاهيم الأساسية للنظام الأصلي لاحقًا في أشكال أخرى، قامت شركة Apple ببناء محرك البرمجة النصية على مستوى النظام AppleScript على لغة مشابهة لـ HyperTalk؛ غالبًا ما يتم استخدامه لاحتياجات أتمتة سير العمل للنشر المكتبي (DTP)،[بحاجة لمصدر] في التسعينيات، قدم FaceSpan واجهة رسومية لجهة خارجية، يحتوي AppleScript أيضًا على واجهة برمجة رسومية أصلية تسمى Automator، تم إصدارها مع Mac OS X Tiger في أبريل 2005، كانت إحدى نقاط قوة HyperCard هي تعاملها مع الوسائط المتعددة، وتعتمد العديد من أنظمة الوسائط المتعددة مثل Macromedia Authorware وMacromedia Director على المفاهيم التي نشأت في HyperCard.
يُنظر أحيانًا إلى AppWare، المسمى في الأصل Serius Developer، على أنه مشابه لـ HyperCard ، حيث أن كلاهما من أنظمة تطوير التطبيقات السريعة (RAD). تم بيع AppWare في أوائل التسعينيات وعمل على أنظمة Mac و Windows.

### فهرس
- Goodman، Danny (1987)، The Complete HyperCard Handbook، Bantam Books، ISBN:0-9665514-2-7

## روابط خارجية
- Atkinson، William ‘Bill’؛ Winkler، Dan (1987)، "Demonstrating HyperCard"، Computer Chronicles (Interview)، مؤرشف من الأصل في 2023-01-14
- مجموعة من مكدسات HyperCard التي تمت مضاهاتها عبر أرشيف الإنترنت
- A list of HyperCard links، America OnLine، مؤرشف من الأصل في 2007-04-30
- Teach Yourself HyperCard، Folk stream، مؤرشف من الأصل في 2023-01-29
- HyperCard (PDF) (manual)، Apple، مؤرشف من الأصل (PDF) في 2022-12-16
- HyperCard and AppleScript (بالفرنسية), Scripteur, Archived from the original on 2006-05-18
- Differsifier، Economy X talk، مؤرشف من الأصل في 2010-07-29 ؛ أداة تحويل HyperCard
- "Why HyperCard Had to Die (includes a section on "A HyperCard walkthrough: making a four-function calculator")". Loper OS. مؤرشف من الأصل في 2015-06-05. اطلع عليه بتاريخ 2015-06-15.